# اضطرابات الضفة الغربية في ربيع 1987
حدثت اضطرابات في الضفة الغربية في ربيع عام 1987 حيث اتسع نطاقها من منتصف مارس إلى منتصف أبريل 1987. تميزت تلك الفترة بسلسلة من الأحداث المترابطة، بما في ذلك إضراب أسرى فلسطينيين في السجون الإسرائيلية عن الطعام، ومقتل المستوطنة الإسرائيلية عوفرا موسى على يد مسلحين فلسطينيين، وأعمال الشغب المناهضة للفلسطينيين التي قام بها المستوطنون الإسرائيليون، والإغلاق القسري لجامعة بيرزيت الفلسطينية.

## الأحداث

### إضراب الأسرى الفلسطينيين عن الطعام
في 25 مارس 1987، بدأ 3000 أسير فلسطيني في عدة سجون إسرائيلية مختلفة إضرابًا عن الطعام احتجاجًا على ظروف احتجازهم. ومن الشكاوى التي سجلها السجناء الاكتظاظ، وانعدام ضوء الشمس، وانعدام التهوية، وإساءة مسؤولي السجون الإسرائيليين. كانت هناك شكوى رئيسية أخرى تتعلق برفض رئيس مصلحة السجون الإسرائيلية المعين حديثًا ديفيد ميمون الاعتراف بلجان السجناء التي شكلوها ذاتيًا والتفاوض معها. وقد نفى وزير الشرطة الإسرائيلي حاييم بارليف الاتهامات الموجهة ضد ميمون، قائلاً إن "مفوض السجون لا يضع السياسة – لا هو الحالي ولا هو السابق ولا هو الذي سبقه"، وزعم أن الإضراب بدأ بسبب غضب السجناء من عدم إطلاق سراحهم في مقابل جنود جيش الاحتلال الإسرائيلي الذين تم أسرهم في لبنان.
أدت حركة الإضراب عن الطعام إلى عدد من الاحتجاجات في جميع أنحاء فلسطين دعماً للأسرى، بما في ذلك الإضرابات التجارية، والإضرابات الطلابية، والاعتصامات، والمسيرات، مما أدى بدوره إلى اعتقال العديد من الفلسطينيين المحتجين حيث فرقت الشرطة الإسرائيلية المظاهرات. اشتبك بعض المتظاهرين الفلسطينيين مع القوات الإسرائيلية، بما في ذلك إلقاء الحجارة على الجنود الإسرائيليين والمركبات العسكرية الإسرائيلية، وفي إحدى الحوادث في 7 أبريل/نيسان أصيب رجل بالرصاص بعد محاولته انتزاع سلاح جندي. ونتيجة للمظاهرات فرضت السلطات الإسرائيلية حظر التجول على عدة مدن فلسطينية.
وفي نهاية المطاف وافق السجناء على إنهاء الإضراب عن الطعام في 13 أبريل/نيسان، بعد مفاوضات مع ميمون.

### يوم الأرض الفلسطيني
يوم الأرض هو يوم سنوي للمظاهرات في فلسطين في 30 مارس/آذار، يقام لإحياء ذكرى موجة كبيرة من الاحتجاجات التي اندلعت في عام 1976 بسبب تحرك الحكومة الإسرائيلية لمصادرة الأراضي الفلسطينية. وقبل ذلك اليوم، أمرت الإدارة المدنية بإغلاق ثلاث جامعات فلسطينية، وهي جامعة النجاح الوطنية، وجامعة بيت لحم، وجامعة بيرزيت، مؤقتًا كإجراء لمنع تنظيم احتجاجات يوم الأرض في الجامعات الثلاث.
وشهدت المظاهرات عددا من المواجهات مع جنود الاحتلال الإسرائيلي. أصيب شاب فلسطيني في جنين، بعد أن أطلق جنود الاحتلال النار بالذخيرة الحية على مجموعة من الشباب الذين رشقوهم بالحجارة. فرض حظر تجوال على مخيم بلاطة بعد أن فرقت قوات الاحتلال مظاهرة باستخدام الغاز المسيل للدموع. أصيب إسرائيلي بالقرب من البيرة بحجر أصاب مركبته.

### مقتل عوفرا موسى
في مساء يوم 11 أبريل 1987، ألقى رجل فلسطيني يدعى محمد داود زجاجة حارقة على سيارة يقودها عائلة من المستوطنين الإسرائيليين من ألفي منشيه، مما أسفر عن مقتل عوفرا موسى البالغة من العمر 35 عامًا وإصابة زوجها وأطفالها الثلاثة وصديق للعائلة بحروق بالغة، مما استلزم نقلهم إلى المستشفى في مركز شيبا الطبي. أحد أطفال موسى، وهو صبي يبلغ من العمر خمس سنوات اسمه طال، توفي لاحقًا متأثرًا بجراحه. كانت العائلة تقود سيارتها إلى بتاح تكفا حتى تتمكن من شراء الطعام للاحتفال بعيد الفصح.
وفي الساعات التي أعقبت القتل، هاجم نحو 600 مستوطن من مستوطنة ألفي منشيه مدينة قلقيلية الفلسطينية القريبة. وأحرق المستوطنون بساتين، وألقوا الحجارة على منازل في البلدة، وألحقوا أضرارا بالسيارات. واتهم المستوطنون الجيش الإسرائيلي بالفشل في حمايتهم، حيث صرح شلومو كاتان، رئيس بلدية ألفي منشيه، بأن "السكان المحليين ما كانوا ليضطروا إلى تنفيذ القانون بأيديهم لو أن قوات الأمن قامت بعملها". وردًا على الهجوم وأعمال الشغب التي تلته، أعلن جيش الاحتلال مدينتي قلقيلية وحبلة الفلسطينيتين "منطقة عسكرية مغلقة"، وفرض حظر التجول. وكان من أبرز قادة أعمال الشغب هي دانييلا فايس، إحدى شخصيات غوش إيمونيم. وفي اليوم التالي، قامت مجموعات من المستوطنين المسلحين بدوريات في عدة مدن فلسطينية، بما في ذلك رام الله.
في 12 أبريل/نيسان، ونتيجة لهذه العملية، شن الجيش الإسرائيلي حملة قمعية واسعة النطاق ضد الفلسطينيين، حيث اعتقل أكثر من 80 شخصية فلسطينية بارزة واحتجزهم في الاعتقال الإداري، كما داهم معهد تدريب تابع للأونروا في رام الله، واعتقل أكثر من 140 من طلاب المعهد وأصاب 17 آخرين. صرح الجيش الإسرائيلي بأن الأشخاص الذين تم وضعهم قيد الاعتقال الإداري كانوا "منظمين ومخططين وقادة للاضطرابات". ومن بين الأشخاص الذين تم وضعهم قيد الاعتقال الإداري فيصل الحسيني، رئيس تحرير صحيفة الفجر السابق، وزعيم مركز المعلومات البديلة ‏ الإسرائيلي الفلسطيني المشترك. كما تحرك الجيش الإسرائيلي لتجريف أشجار البرتقال على طول الطريق الذي قُتلت فيه عوفرا موسى، قائلاً إنها كانت تستخدم بشكل متكرر لإعداد الكمائن. أصدر وزير الدفاع الإسرائيلي إسحاق رابين بيانًا قال فيه إن الحكومة الإسرائيلية سوف تستخدم "أي تدابير يسمح بها القانون لضمان حق الجميع في القيادة بحرية وأمان على الطرق؛ للتعامل مع أولئك الذين يحاولون التحريض على الأعمال الإرهابية، وأولئك الذين ينظمونها وأولئك الذين ينفذونها".
وشهد يوم 12 أبريل/نيسان أيضًا عددًا من الاشتباكات بين جنود الاحتلال الإسرائيلي والفلسطينيين المحتجين، حيث أبلغ الجيش الإسرائيلي عن وقوع حوادث رشق بالحجارة في سبع مناطق مختلفة في ذلك اليوم وتخريب سيارات تحمل لوحات ترخيص إسرائيلية، وإصابة أربعة متظاهرين فلسطينيين أثناء اعتقالهم بتهمة رشق الحجارة.

### إغلاق جامعة بيرزيت
وشهد أوائل عام 1987 أيضًا فترة من الاضطرابات المتصاعدة في جامعة بيرزيت، إحدى أبرز الجامعات الفلسطينية. أمرت السلطات الإسرائيلية بإغلاق الجامعة ثلاث مرات، وكانت المرة الأولى في أواخر فبراير/شباط لمدة أربعة أيام في أعقاب موجة من الاحتجاجات في مختلف أنحاء فلسطين والتي اندلعت بسبب استخدام الجيش الإسرائيلي للذخيرة الحية لتفريق مظاهرة عقدت في مخيم بلاطة. وفي أواخر فبراير/شباط أيضاً، اعتقلت القوات العسكرية الإسرائيلية أستاذ التاريخ الأمريكي في الجامعة روجر هيكوك واتهمته بالتحريض على مظاهرة نسائية في رام الله. بدأت محاكمة هيكوك في أواخر شهر مارس وانتهت في أوائل شهر يونيو، حيث صدر ضده حكم مع وقف التنفيذ لمدة شهرين وغرامة قدرها 950 دولارًا. في 19 مارس/آذار، أجرت القوات العسكرية الإسرائيلية عملية تفتيش استمرت أربع ساعات في الحرم الجامعي، وصادرت عددًا من الكتب ومواد مجلس الطلاب، دون تقديم مذكرة تفتيش أو قائمة بما تم مصادرته إلى إدارة الجامعة.
عندما اندلعت إضرابات السجناء الفلسطينيين عن الطعام في أواخر شهر مارس/آذار، نظم طلاب جامعة بيرزيت عدداً قليلاً من المظاهرات دعماً للسجناء، بما في ذلك إضراب عن الطعام لمدة يومين ومسيرة صامتة حول الحرم الجامعي الجديد للجامعة. وفي وقت لاحق، أمرت السلطات الإسرائيلية بإغلاق الجامعة لمدة أربعة أيام كإجراء لمنع إقامة مظاهرات يوم الأرض في الحرم الجامعي، وهو الإغلاق القسري الثاني خلال الشهر والنصف الماضيين. كما نفذ جنود الاحتلال عدة مداهمات ليلية لمساكن الطلبة في الجامعة، دون اعتقال أي طالب.
وارتفعت حدة التوترات بعد ذلك نتيجة لمقتل عوفرا موسى وأعمال الشغب المناهضة للفلسطينيين التي أعقبت ذلك، حيث خشي الطلاب في الجامعة أن تصبح هدفًا لأعمال شغب من جانب المستوطنين أو حملة قمع أخرى من قبل القوات الإسرائيلية. وفي صباح يوم 13 نيسان/أبريل، أقيمت مظاهرة طلابية في بيرزيت لإظهار الدعم للإضراب عن الطعام والاحتجاج على حملة القمع. بعد أن بدأت المظاهرة في الحرم الجامعي، اندمجت مع مظاهرة طلاب المدارس الثانوية في المدينة. وردا على ذلك، نشر الجيش الإسرائيلي جنوده في المدينة لاحتواء الاحتجاج وتفريقه. وبعد أن قام بعض الطلاب بإلقاء الحجارة على الجنود، فتح الجنود النار باستخدام الذخيرة الحية، مما أدى إلى إصابة أربعة طلاب على الأقل ومقتل أحدهم، وهو طالب يبلغ من العمر 23 عامًا يدعى موسى حنفي. وزعم الطلاب الذين شاركوا في الاحتجاج أن الجنود أطلقوا النار دون سابق إنذار ودون استخدام وسائل أخرى أقل فتكًا لتفريق الاحتجاجات مثل مدافع المياه والغاز المسيل للدموع. وزعم أحد المبشرين المعمدانيين الجنوبيين في المدينة، في مقابلة مع صحيفة جيروزالم بوست، أنه "على الرغم من أن بعض الجنود فقط كانوا يرتدون الخوذات، إلا أنهم كانوا على مسافة آمنة من راشقي الحجارة". وزعم الجيش الإسرائيلي أن الجنود لم يفتحوا النار إلا بعد أن حوصر جنديان على يد طلاب يرشقون الحجارة. وبعد ذلك طارد الجنود المتظاهرين الفارين إلى داخل الحرم الجامعي، حيث تحصن الطلاب داخل مباني الحرم الجامعي.
وفي أعقاب الاشتباكات، أمرت الإدارة المدنية الإسرائيلية بإغلاق الجامعة. وتضمن الأمر حظرًا على أعضاء هيئة التدريس من الوصول إلى مختبرات الأبحاث ومكتبة الجامعة. وفي وقت لاحق من شهر إبريل/نيسان، اعتقلت القوات العسكرية الإسرائيلية مروان البرغوثي، رئيس مجلس طلبة جامعة بيرزيت، وأمرته بالنفي من الأراضي الفلسطينية بتهمة "التحريض على المظاهرات العنيفة والاضطرابات الواسعة النطاق داخل الحرم الجامعي وخارجه، وتنظيم أنشطة لتعزيز أهداف منظمة فتح".

### الحوادث الأخرى
في 14 أبريل 1987، أعلنت كلية الإبراهيمية والجامعة الإسلامية في غزة أنهما ستعلقان الدراسة مؤقتًا احتجاجًا على المضايقات الإسرائيلية المزعومة للجامعات الفلسطينية.
في 15 أبريل/نيسان، نظمت حركة "أمناء جبل الهيكل" المتطرفة مسيرة إلى جبل الهيكل وساحة المسجد المسجد الأقصى، تحت حراسة الشرطة الإسرائيلية. وأدت المسيرة إلى مواجهة بين المجموعة والمتظاهرين الفلسطينيين الذين اعترضوا طريقهم، مما دفع الشرطة في النهاية إلى إصدار أوامر للمجموعة بالانسحاب. وفي وقت لاحق من ذلك اليوم، أطلق مستوطن في كريات أربع النار على طالب من جامعة الخليل وأصابه بجروح بعد أن اندلع شجار بين الاثنين، واعتقد المستوطن أن القرآن كان الطالب يحمله هو قنبلة يدوية.
وشهدت الأيام التالية من شهر أبريل/نيسان أيضًا زيادة ملحوظة في عدد القنابل الحارقة التي ألقاها الفلسطينيون على المركبات الإسرائيلية، بما في ذلك الحوادث التي وقعت بالقرب بيت لحم وبالقرب من غزة. كما ستستمر الحملة الإسرائيلية، حيث تم اعتقال نحو مائة فلسطيني في قطاع غزة في الفترة ما بين 21 و22 أبريل/نيسان، وإقامة سياج بارتفاع ستة أمتار حول مخيم الدهيشة للاجئين في الضفة الغربية.

### المفاوضات الجارية
وفي منتصف شهر مارس/آذار، قام الرئيس الأميركي الأسبق جيمي كارتر بزيارة خاصة إلى الشرق الأوسط التقى خلالها بزعماء عدد من الدول للضغط من أجل إجراء محادثات السلام في الصراعين الإسرائيلي الفلسطيني والعربي الإسرائيلي. ومن بين التعليقات البارزة التي أدلى بها كارتر أثناء الزيارة، اتهامه للحكومة الإسرائيلية بالفشل في الوفاء بالتزاماتها بالسماح بالحكم الذاتي الفلسطيني الكامل وتقييد الاستيطان في اتفاقيات كامب ديفيد، التي تم توقيعها عندما كان كارتر رئيسًا. كما ذكر أنه رأى "تغييرًا جذريًا في موقف الزعماء العرب" في استعدادهم للاعتراف رسميًا بدولة إسرائيل، ودعا إلى إجراء مفاوضات تشمل منظمة التحرير الفلسطينية بشكل مباشر كممثل للفلسطينيين.
وكانت الحكومة الإسرائيلية، وهي ائتلاف وحدة يضم حزب الليكود اليميني وحزب العمل الإسرائيلي من يسار الوسط، منقسمة بشدة بشأن المفاوضات. كانت إحدى القضايا الرئيسية المثيرة للجدل هي مشاركة الاتحاد السوفييتي في المحادثات، والتي عارضها الليكود ولكن حزب العمل كان على استعداد لقبولها إذا سمح الاتحاد السوفييتي بزيادة الهجرة اليهودية إلى إسرائيل. كما عارض الليكود مشاركة الدول العربية غير الصديقة لإسرائيل في المحادثات، وعارض أي تنازلات إقليمية نتيجة للمحادثات، بما في ذلك الأراضي في الضفة الغربية وقطاع غزة. كما عارض حزب الليكود على نطاق أوسع فكرة عقد مؤتمر سلام دولي، مفضلاً إجراء مفاوضات فردية مع الدول العربية بشكل فردي، في حين أيد حزب العمل فكرة عقد مؤتمر.
في الحادي عشر من أبريل، وقع الملك الحسين بن طلال ووزير الخارجية الإسرائيلي شمعون بيريز من حزب العمل الإسرائيلي اتفاقية بيريز-حسين في لندن بالمملكة المتحدة، والتي حددت الإطار لمؤتمر سلام دولي يهدف إلى حل الصراعات الإسرائيلية الفلسطينية والإسرائيلية العربية من خلال خيار الأردن.
وكانت منظمة التحرير الفلسطينية منقسمة بشكل عميق أيضاً. تألفت منظمة التحرير الفلسطينية من سبع فصائل رئيسية، وكانت حركة فتح المعتدلة نسبيا تمثل الفصيل الأكبر حجما وتسيطر بشكل كبير على سياسة منظمة التحرير الفلسطينية في عهد ياسر عرفات. وشملت الفصائل الأخرى الجبهة الشعبية لتحرير فلسطين، والتي تعتبر على نطاق واسع من المتشددين، والجبهة الديمقراطية الماوية لتحرير فلسطين، وجبهة التحرير الفلسطينية البعثية وجبهة التحرير العربية، وجبهة النضال الشعبي الفلسطيني الاشتراكية، حزب الشعب الفلسطيني الماركسي، وجماعة فتح المتشددة المنشقة عن منظمة أبو نضال. في أواخر أبريل/نيسان 1987، اجتمع المجلس الوطني الفلسطيني لمحاولة التفاوض على مزيد من الوحدة بين الفصائل، وخاصة في ضوء مؤتمر السلام الدولي المحتمل. كانت إحدى القضايا الرئيسية التي نوقشت هي كيفية الرد على المطالب الإسرائيلية بأن لا تشارك منظمة التحرير الفلسطينية كمفاوض مباشر في محادثات السلام، بل أن تكون بدلاً من ذلك جزءًا من الوفود الأردنية.

## ردود الفعل

### في فلسطين
أدان رئيس بلدية قلقيلية، عبد الرحمن أبو سنينة، مقتل موسى، قائلاً: "نحن ضد كل هذه الأمور. إلقاء قنبلة حارقة أو حجر، اسمع، هذا لا يفيدنا بشيء. ويأتي المستوطنون أحيانًا ويزيدون الطين بلة". ونقلت صحيفة جيروزاليم بوست عن أحد سكان قلقيلية الفلسطينيين قوله: "يبدو أن الحكومة الإسرائيلية تريد دفع فدية للمستوطنين، ونحن ندفعها".
صرحت إدارة جامعة بيرزيت بأن "الوضع في الأراضي المحتلة قد بلغ مرحلة خطيرة إذا ما تعرضت الجامعات وطلابها لأساليب قتالية علنية"، واتهمت الجيش الإسرائيلي بأنه "يتعرض لضغوط من المستوطنين المتطرفين لإثبات وجوده من خلال إجراءات صارمة ضد السكان الفلسطينيين". ونقلت صحيفة واشنطن بوست عن طالبة من بيرزيت قولها: "لقد شعرنا بانعدام الأمن منذ ولادتنا. العنف هو السبيل الوحيد الذي سينظر إلينا ويسمعنا به العالم أجمع. يروننا إرهابيين، لكن هذا هو السبيل الوحيد".

### في إسرائيل
صرح وزير الدفاع إسحاق رابين قائلاً: "إننا في وضعٍ يتسم بارتفاعٍ ملحوظٍ في الهجمات من نوعٍ معين، وفي مقدمتها قنابل البنزين، وعلينا التعامل مع هذا الأمر". كما ألقى رابين باللوم في الاضطرابات على "المنظمات الإرهابية الفلسطينية"، قائلاً إنه من الخطأ "إلقاء اللوم على المستوطنين اليهود في التحريض على العنف، أو على بيريز ومن يؤيدون خطوات سلام جديدة". وصرح رئيس الوزراء إسحاق شامير بأن الحكومة الإسرائيلية "متحدة في قرارها الحازم ورغبتها في اتخاذ جميع التدابير اللازمة لوضع حدٍّ لهذه الظاهرة"، وتعهد "بتحسين أساليب ضرب الإرهابيين ومنع تكرار الهجمات، لضمان أمن السكان اليهود خاصةً والمناطق عمومًا". وتعهد رئيس الأركان العامة موشيه ليفي بأنه في حال استمرار الاضطرابات الفلسطينية، "سيكون هناك المزيد من الاعتقالات. وسيتم وضع المزيد من الأشخاص رهن الاحتجاز الإداري".
صرّح شلومو كاتان، رئيس بلدية ألفي منشيه، قائلاً: "لا يمكننا العيش كالخراف بين الذئاب". ونقلت صحيفة نيويورك تايمز عن مستوطن من أرييل قوله عن الحياة في المستوطنات: "أطفالي يدرسون في مدرسة حكومية. لديّ رهن عقاري حكومي. أدفع الضرائب للحكومة. بالنسبة لي، أشعر وكأنني في بيتي. حسنًا، لا تُقصف منزلك بقنابل حارقة، وإذا حدث ذلك، فعلى الدولة بأكملها أن تثور، لا أن تسألني: ماذا تتوقع إذا عشت هناك؟" ونقلت صحيفة واشنطن بوست عن مستوطن من ألفي منشيه قوله: "لا يعجبني ما يحدث لي. لا أريد أن أتصرف مع العرب كما تصرف غير اليهود معنا. لا أريد أن أكرههم. أريد فقط أن أعيش بهدوء كما في السابق. إنه لأمر مدهش، لكن كل مشاعرك تتغير، حتى توجهاتك السياسية. أنا غاضب وخائف، وهذا شعور سيء للغاية". ونقلت صحيفة واشنطن بوست عن مستوطن آخر شارك بنشاط في أعمال الحراسة الأهلية قوله: "الجيش لا يقوم بواجبه، لذا فنحن نساعده. العرب يخافون منا. يمكنك أن ترى ذلك على وجوههم. إنهم يعلمون أننا لا نواجه أي مشكلة في حماية أنفسنا. العصا هي السلاح الأفضل، وليس البندقية. يعلم العربي أنك ستفكر مرتين قبل استخدام البندقية، ولكن ليس لتحطيم وجهه بعصا."
في أواخر شهر أبريل، قام رئيس الوزراء إسحاق شامير بزيارة مستوطنة ألفي منشيه، حيث أعرب مجلس المستوطنات عن رغبته في السماح له بتشكيل ميليشيات للدفاع عن النفس تتمتع بسلطة اعتقال الفلسطينيين الذين يشتبه في قيامهم بهجمات على المستوطنين. وأثار وزير الدفاع إسحاق رابين بعد ذلك غضب المستوطنين عندما قلل من أهمية الأمن للمستوطنة خلال اجتماع لحزب العمل الإسرائيلي.
صرح المقدم يهودا مائير أن الجنود الإسرائيليين الذين يراقبون مظاهرات الطلاب الفلسطينيين "يرون جنودًا بلا زي رسمي أو ذخيرة، ولكن لو كان لدى هؤلاء الطلاب ذخيرة لاستخدموها. هؤلاء الفلسطينيون لا يحتجون من أجل الكتب أو الرسوم الدراسية. إنهم مدفوعون بما يفعلونه بقضية وطنية".

### دوليا
وفي افتتاحية لها، ذكرت صحيفة الأخبار اليهودية الأسترالية أن "السماح للاضطرابات في الضفة الغربية بوقف البحث عن تسوية في الشرق الأوسط سيكون بمثابة استسلام للمتطرفين على الجانبين"، واتهمت منظمة التحرير الفلسطينية بالتحريض على الاضطرابات.
وفي تقريرها لعام 1987، ذكرت لجنة الأمم المتحدة المعنية بممارسة الشعب الفلسطيني لحقوقه غير القابلة للتصرف أنها "تشعر بقلق متزايد إزاء استمرار تدهور الوضع في الأراضي الفلسطينية المحتلة".

## التحليل
وقد صرح عالم السياسة ميرون بنفينستي، الذي شغل سابقاً منصب نائب رئيس بلدية القدس في سبعينيات القرن العشرين، بأن الاضطرابات تحمل "كل أعراض حرب الشفق، صراع بين الطوائف لا علاقة له بالمبادرات الدبلوماسية ويجعلها غير ضرورية على الإطلاق"، قائلاً إنها ليست "المفهوم القديم للصراع الإسرائيلي العربي الذي يشمل قوى وحكومات خارجية"، ولكن بدلاً من ذلك "نحن نقترب من حرب أهلية بين قوميتين متنافستين في الأرض الواقعة غرب نهر الأردن". صرّح جلين فرانكل ‏ من صحيفة واشنطن بوست بأن الاضطرابات "زادت من استقطاب الجانبين ووسّعت فجوة الدم والتاريخ بينهما"، قائلاً إن "أياً من الجانبين لا يعترف بمطالبات الآخر المشروعة، ولا حتى بإنسانيته. وهكذا، بالنسبة للعديد من الشباب الفلسطينيين، لم تكن عوفرا موسى أماً شابة تسعى إلى تربية أطفالها في بيئة جديدة، بل عدواً يغتصب أرضهم. وبالمثل، بالنسبة للعديد من المستوطنين اليهود، لم يكن موسى حنفي طالباً موهوباً، بل عدواً تتلاعب به عناصر إرهابية".
حذّرت عالمة الاجتماع جانيت أفياد من "التحول إلى وحيد القرن" بين غالبية السكان، قائلةً: "يزداد جلدك سمكًا عامًا بعد عام، حتى تتوقف عن ملاحظة الأمور. قبل عشرين عامًا، كان إطلاق النار على طالب فلسطيني أو قصف مستوطن بقنبلة حارقة يُشعل النار في الجميع هنا. أما الآن، فمعظم الناس يتقبلون الأمر ببساطة. الأحداث تحدث. تُحفر في ذاكرتك، لكنك لا تدع مشاعرك تستقر فيها". وحذّر الكاتب الإسرائيلي ديفيد غروسمان من أن الإسرائيليين والفلسطينيين لم يعودوا يرون بعضهم البعض عندما يتواصلون علنًا، قائلاً: "أرى من خلالهم، وهم يرون من خلالنا. كلانا خبير في هذا الأمر الآن. لا نريد أن نشعر أو نرى أي شيء، لأنه إذا بدأنا نشعر، فقد نصل إلى استنتاجات خطيرة، وهو ما نرغب بشدة في تجنبه".
صرح دان فيشر من صحيفة لوس أنجلوس تايمز أن الاضطرابات "أعادت فتح نقاش في إسرائيل حول أنشطة جماعات الأمن الأهلية"، قائلاً إن المستوطنين "يأخذون القانون بأيديهم بشكل متزايد احتجاجًا على ما يسمونه حماية الجيش غير الكافية"، مشيرًا إلى أن "الفلسطينيين يواجهون عقوبات صارمة وفورية لزعزعة النظام، بينما يفلت المستوطنون اليهود المخالفون للقانون بسهولة إذا عوقبوا على الإطلاق". وأشار فيشر أيضًا إلى أن الجيش الإسرائيلي يزعم أنه لا يملك السلطة القانونية لاعتقال المواطنين الإسرائيليين، بمن فيهم المستوطنون، ولكنه يمتلك سلطة اعتقال الفلسطينيين في الضفة الغربية، الذين يخضعون للقانون العسكري الإسرائيلي. كتب إيان بلاك من صحيفة الغارديان : "من الواضح منذ زمن طويل أن أمن إسرائيل لا يمكن أن يكون شاملاً، وأن القوة وحدها لا تكفي للحفاظ على السيطرة على 1.4 مليون عربي"، قائلاً إنه في حين يصعب للغاية منع هجمات الذئاب المنفردة، كتلك التي قتلت موسى، فإن الجيش الإسرائيلي "يواجه صعوبة بالغة في التعامل مع الظواهر الأكثر انتشاراً، كالمظاهرات ورمي الحجارة وحرق الإطارات ‏، والتي أصبحت هوايات وطنية لجيل كامل من الشباب الفلسطيني". كما كتب بلاك أن "أعمال الانتقام التي يقوم بها المستوطنون" تُمثل مشكلة كبيرة للحكومة الإسرائيلية، مُحذراً من وجود "تهديد حقيقي باندلاع حرب أهلية إذا ما أثبتت أي حكومة إسرائيلية قدرتها أو استعدادها لتقديم تنازلات إقليمية مقابل السلام. والمستوطنون، كغيرهم، يخدمون في الجيش فيما يُسمونه يهودا والسامرة، مما يعني أن القط غالباً ما يكون حارساً للطبقة الأرستقراطية".
صرح الصحفي الفلسطيني داود كتاب أن الأطفال الفلسطينيين "نشأوا وكأن فوهات البنادق تحاصرهم. لذا، من وجهة نظرهم المحدودة، يؤمنون بأن القوة هي الحق، وأن من يملك السلطة يستطيع حكم العالم. قد يملك الجيش البنادق، لكن لديه حجارة وأرقامًا. قد تمر دورية الجيش كل أربع ساعات، لكن في بقية الوقت، يسيطر الأطفال على الشوارع".
وصفت بيني جونسون من جامعة بيرزيت الاضطرابات الربيعية بأنها "ليست مرحلة جديدة من العصيان المدني بل مرحلة جديدة في تاريخ المقاومة الجماعية"، قائلة إن "إضراب الأسرى والإجراءات الداعمة المحيطة به تعكس مستوى جديدًا من التضامن الجماعي والعمل بشأن قضية حقوقية محددة تهم السكان بشكل كبير"، لكن "النضال من أجل الحقوق في الأراضي المحتلة غير متكافئ، ويتأخر حاليًا بسبب التشرذم السياسي والافتقار إلى قيادة منسقة، وبالتالي يصعب استدامته". في عام 2022، صرحت لينا ميعاري من بيرزيت أن إضراب الأسرى عن الطعام "ساهم في اندلاع الانتفاضة الأولى، والتي خلالها شنت الحركة الأسيرة الفلسطينية، التي يُفهم أنها انعكاس ودافع للحركة الوطنية، عدة إضرابات عن الطعام".

## العواقب

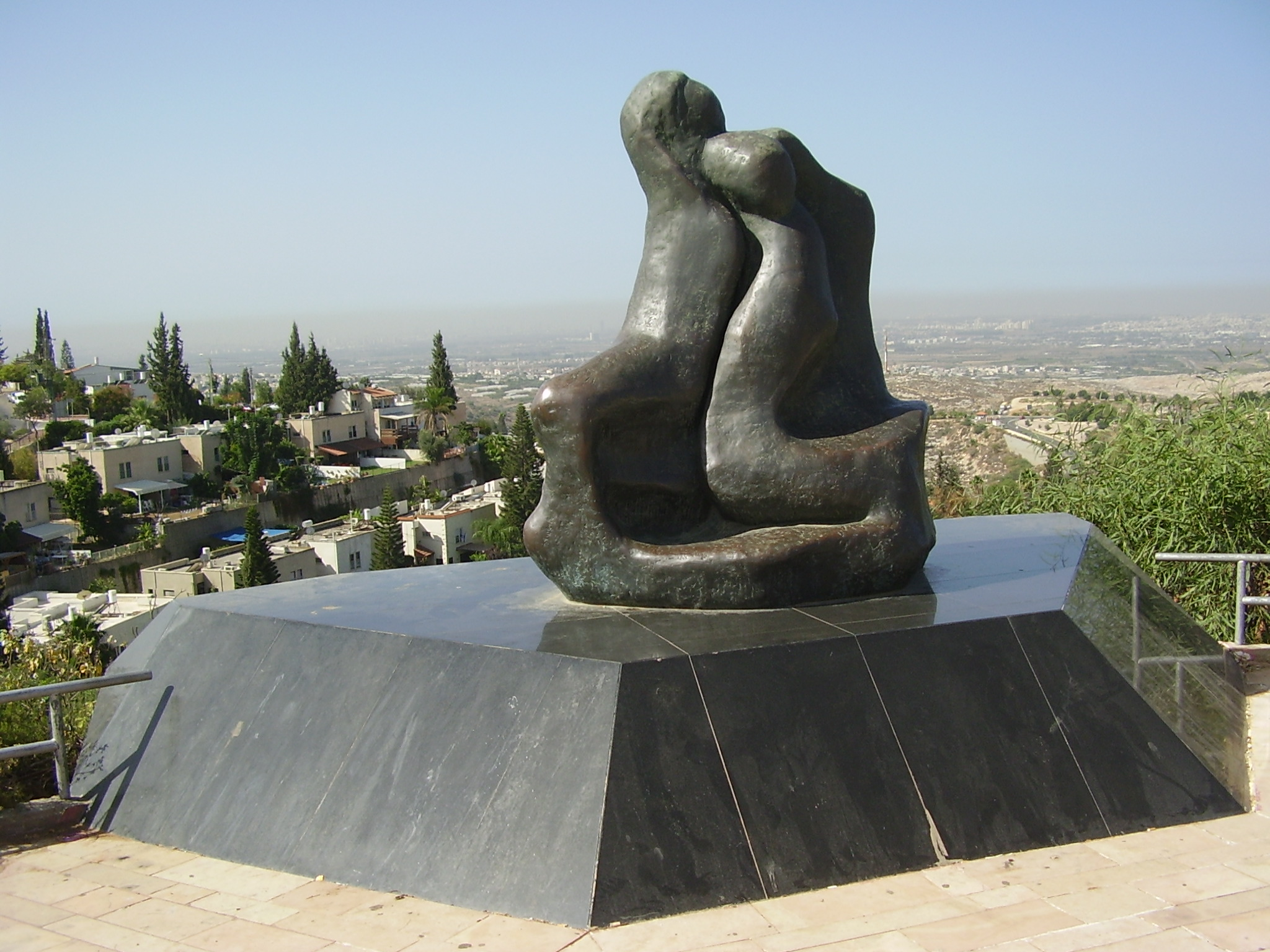
النصب التذكاري لعوفرا وتل موسى في ألفي منشيه.

دُفنت عوفرا وتال موسى جنبًا إلى جنب في ببتاح تكفا. ألقى وزارة المواصلات والأمان على الطريق الإسرائيلي حاييم كورفو ‏ كلمة تأبين في الجنازة، حيث ذكر أن موسى "سقط دفاعًا عن أمن القدس. وأنتِ يا عوفرا، أنتِ جنديتنا". وقد أثير بعض الجدل عندما أصدرت الحكومة الإسرائيلية شهادة وفاة موسى، موضحةً أنها توفيت خارج إسرائيل، حتى تدخل رئيس الوزراء إسحاق شامير ليأمر بتسجيل الإسرائيليين الذين يموتون في الضفة الغربية على أنهم ماتوا داخل إسرائيل. أدانت محكمة عسكرية داود بارتكاب جرائم القتل في عام 1989، فضلاً عن سبع تهم أخرى تتعلق بالإرهاب، بما في ذلك حادثة أخرى لإلقاء زجاجة حارقة على سيارة أحد المستوطنين في أغسطس/آب 1987، وحكم عليه بالسجن مدى الحياة ‏. وكان زوج موسى قد طالب بتطبيق عقوبة الإعدام. وبحلول ديسمبر/كانون الأول 2020، كان داود لا يزال مسجونًا. في ذلك العام، أثارت السلطة الوطنية الفلسطينية الجدل عندما أصدرت تقريراً جاء فيه أن "الشاب محمد داود كان يبدأ طريقه في الحياة" عندما "اختطفته قوات الاحتلال ليكون سجيناً في سجونها". تم القبض على دانييلا فايس، التي قادت أعمال الشغب التي قام بها المستوطنون في وقت لاحق، بسبب تورطها في أعمال الشغب، وصدر حكم عليها بالسجن ستة أشهر مع وقف التنفيذ وغرامة قدرها 2،500 شيكل إسرائيلي جديد. واستمرت في لعب دور بارز في نشاط المستوطنين في العقود التالية، بما في ذلك تأسيس حركة نحالا المتطرفة والعمل كرئيسة لبلدية مستوطنة كدوميم.
تم دفن موسى حنفي في مسقط رأسه بمدينة رفح في قطاع غزة، وتم لف العلم الفلسطيني حول نعشه في جنازة حضرها 5000 شخص. وكانت عائلته قد سرقت جثته من المشرحة في رام الله قبل أن تتمكن السلطات الإسرائيلية من مصادرتها، وقامت بتهريبها من الضفة الغربية إلى غزة لحضور الجنازة. نقلت صحيفة نيويورك تايمز عن أحد خريجي جامعة بيرزيت الذين حضروا الجنازة قوله إن "الناس أشادوا بحنفي باعتباره جسرًا للتحرر". لقد كان ذلك دافعًا حقيقيًا لتضحية جديدة. كان بإمكانك أن تشعر بالغضب في قلوب الشباب هناك. كنت أشاهدهم. لقد فقدوا ابتسامة الطفولة... كان الجميع على وشك الموت." سُمح لجامعة بيرزيت بإعادة فتح أبوابها في منتصف أغسطس/آب 1987، بعد أربعة أشهر من الإغلاق، وهو أطول إغلاق قسري في تاريخ الجامعة في ذلك الوقت. وقدر غابي باراماكي، القائم بأعمال رئيس الجامعة، خسائر الجامعة نتيجة الإغلاق بنحو 750 ألف دولار. عندما أعيد فتح الجامعة، حذر القائد العسكري الإسرائيلي في الضفة الغربية من أنه إذا "لم تكن الإدارة قادرة على السيطرة على الطلاب، واستمروا في التسبب في اضطرابات خطيرة، فأعتقد أن المؤسسة الدفاعية ربما لن يكون لديها بديل سوى إغلاق الحرم الجامعي بشكل دائم"، قائلاً إنه يأمل أن تكون الجامعة قد "تعلمت الدرس". أُمرت الجامعة، إلى جانب جميع الجامعات الفلسطينية الأخرى، بإغلاقها مرة أخرى في يناير 1988، بعد اندلاع الانتفاضة الأولى، لفترة تزيد عن أربع سنوات.
ستستمر الاضطرابات المتزايدة في الصراع الإسرائيلي الفلسطيني طوال بقية الربيع وعام 1987. في ديسمبر 1987، اندلعت أكبر موجة من الاحتجاجات والإضرابات والمقاطعات وأعمال العصيان المدني منذ بداية الاحتلال الإسرائيلي في جميع أنحاء فلسطين، والمعروفة بالانتفاضة الأولى، بعد مقتل أربعة فلسطينيين عندما دهسهم سائق شاحنة إسرائيلي.